# Когнитивный капитализм
Когнити́вный капитали́зм — это вид капитализма, в котором знание становится доминантой в процессе накопления капитала, а также и основным источником стоимости; именно это противопоставляет его промышленному капитализму.
Эта форма капитализма чаще всего встречается в таких секторах, как индустрии высоких технологий, бизнеса и финансовых услуг, бытовых услуг, средств массовой информации, индустрии культуры.
Она характеризуется цифровыми технологиями в сочетании с высоким уровнем познавательного и культурного труда.

## Историческое введение
Фордизм начал ослабевать после середины 1970-х годов, и именно в этот период фабрика радикально изменила свой облик: организация труда, межличностные отношения между рабочими и новые информационные технологии развили новый способ эксплуатации труда. В развитых капиталистических странах появилась более гибкая система производственной деятельности.
Самые ранние эмпирические исследования этой новой системы были опубликованы в 1980-х годах на основе тематических исследований, направленных в основном на высокотехнологичные промышленные районы в Соединённых Штатах и возродил ремесленные отрасли в северо-восточной и центральной Италии.
Информационная революция, относительные изменения в организации труда, важная роль знаний в производстве приводят к надобности пересмотреть закономерности экономической теории.
На основе этих факторов формируется теория когнитивного капитализма, которая фокусируется на анализе реляционных и организационных аспектов постфордистской экономики.
Для теоретиков этой формы капитализма понять новые аспекты пост-фордизма означает, прежде всего, порвать со старыми моделями экономической теории, чтобы понять сложную реальность когнитивной фазы капитализма.
Теперь капитализм производит не только товары, но и становится способным производить знания: завод стал идеальным местом, где человек может расширить свои знания.
«Завод является гигантским производством сознаний. Не только в том смысле, что промышленное производство конституируется как поддержка производства знаний, но и в противоположном смысле: принимает форму огромной социальной промышленности и производство личности, его когнитивной и психической структуры»
Другими словами, новинка не состоит в появлении экономики, основанной на знаниях, а в формировании экономики знаний.; то есть «…как ветвь экономики, предназначенной для изучения преднамеренного производства знаний, как нового фактора производства…».

## Терминология
Теоретическая цель, которая объединяет многих социологов поддерживающих эту теорию (как Андреа Фумагалли, Карло Верчеллоне (итал. Crlo Vercellone), Бернар Польре (фр. Bernard Paulré) является разработка общей теории накопления, которая могла бы в полной мере осмыслить эволюцию социальных отношений производства, не ограничиваясь изучением характеристик продукции и технологий.
Именно поэтому, предпочитается термин когнитивный капитализм, а не нейтральные выражения, как экономика знаний или экономика, основанная на знаниях.
Очень важно фокусировать внимание на диалектической связи между двумя терминами, которые его составляют:
— термин капитализм означает пребывание, даже в их метаморфозе, фундаментальных переменных капиталистической системы (ведущая роль прибыли в распределении общественного труда, наемного труда или формы управления работой, в отношении которой извлекаются излишки)
— атрибут когнитивный подчеркивает новую особенность работы, источников эксплуатации и структуры собственности, в основе которых лежит процесс накопления, и противоречия, которые в нём формируются.

## Причины эволюции
По мнению Доминика Форея (фр. Dominique Foray) за последние годы произошли два важных изменения:
- значительно увеличились инвестиции в производство и передачу знаний (образование, обучение, R & D, управление);
- уменьшилась в значительной степени стоимость шифрования, передачи и приобретения знаний, благодаря появлению и распространению языковых и коммуникационных технологий (ИКТ, Интернет и т. д.)[4].

В результате знание стало более доступным и воспроизводимым ресурсом, всё более мобильным и независимым от времени и пространства.
Эти тенденции были проанализированы и интерпретированы по-разному. С одной стороны, большое внимание уделяется выявлению связи между растущей важностью новых технологий и их количественное воздействие на занятость и структуру производства. С другой стороны, увеличение значимости знаний повлияло на теории роста и анализ производительности.

### Общественное производство
Общественное производство становится новой системой для получения информации и знаний. Каждый человек играет важную роль и может выразить свою идею.
Это происходит вследствие двух изменений:
- первое изменение технологическое: снижение стоимости доступа к глобальной сети и использования персональных компьютеров привело к широкому распространению взаимосвязи в общественности; социальные сети также позволяют людям выражать свой творческий потенциал и свои знания;
- второе изменение культурное: изменился объект производства, то есть становятся более важными нематериальные активы, такие как знания и информация.

Производство больше не централизованно в рамках одного завода, а происходит в рамках сети небольших производственных центров, расположенных даже по всему миру. Это становится возможным благодаря развитию новых технологий дистанционного общения и улучшению транспортных систем.
Производственные системы реорганизуются с помощью новых медиа и сочетают прозрачность местного производства с новыми системами распределения. Эта новая система производства может начинаться с роста местных активов, а затем проецироваться на глобальные сети.
Эти типы общественного производства уже достигли глобального масштаба во многих отраслях, как, например, в пищевой промышленности.

## Нематериальная составляющая
Очень важной характеристикой когнитивного капитализма является преобладающая роль нематериального труда.
В то время как в промышленном капитализме основным фактором работы было материальное значение, то есть производство самой продукции, то при когнитивном капитализме производство продуктов больше не является стратегическим фактором. Во многих отраслях промышленности, таких как мода, изготовление продукции теперь составляет минимальный процент итоговой стоимости изделия.
Придаётся большое значение нематериальным элементам производства, более тесно связанным с работой интеллекта, например, таким как дизайн и рекламная кампания.
Несмотря на то, что нематериальные ценности являются сложно вычисляемыми и часто не поддаются капиталистической логике, инвестиции в них в последние годы выросли экспоненциально.

### Инновация, гибкость, бренд
Самыми главными стратегическими нематериальными активами в когнитивном капитализме являются: инновации, бренд и гибкость.
- инновации отвечают необходимости постоянного новшества и требованию сохранять свою конкурентоспособность
- гибкость является способностью постоянно адаптироваться к требованиям рынка
- бренд ранее являлся символом качества и особенности продукции, а на сегодняшний день это совокупность представлений, ассоциаций, образов и идей, которые складываются в умах людей. То есть явление, обладающее устойчивыми ассоциациями и имеющее широкую известность.

Очень важными инструментами в раскручивании бренда являются СМИ, реклама, спонсорство, а также и обмена мнениями между потребителями в социальных сетях.

Реклама проявляет себя не столько в своей прямой цели — побудить к покупке определённых товаров, сколько как общее моделирование сознания, вобравшего в себя форму, «дух», специфическую эстетику «рекламы как таковой» и глядящего на мир такими глазами. […] Моделирование не только внешних желаний и стремлений, но и чувств, покушение на бессознательное ярче всего раскрывают тоталитарный характер капитализма — и в то же время делают тоталитаризм невидимым, если покушение удается— R. Kurz

## Выводы
Как пишут Негри (итал. Negri) и Верчеллоне (итал. Vercellone): 

Старая дилемма контроля над работой, проявляется в новых формах. Капитал стал зависеть не только от знания рабочих, но он должен достигнуть и полную мобилизацию, и активное участие всех знаний и времени жизни рабочих. Приём субъективности с целью достижения интернализации целей компании, обязательство по поставкам, давление со стороны заказчика, являются главными способами решения этой необычной проблемы. Различные виды проблематичности работы являются, прежде всего, способом для капитала навязать и бесплатно получить это тотальное подчинение, не признавая и не оплачивая заработную плату, соответствующую этому не измеряемому в трудовом договоре времени. Эта эволюция приводит к увеличению количества работы, которое не может быть подсчитанным в соответствии с традиционными критериями его измерения. Речь идёт об одном из элементов, которые должны привести нас к переосмыслению самого понятия времени продуктивной работы и заработной платы по сравнению с эпохой фордизма
.
В итоге вся человеческая жизнь совпадает с рабочей деятельностью; исчезает граница между частной жизнью и работой, так как вся жизнь оказывается в плену экономического расчета и стоимости.

В будущем все будут торговать. […] Все непрерывно заняты превращением всех сторон жизни в бизнес: сексуальность, брак, зачатие, здоровье, красота, идентичность, познание, отношения, идеи […]. Мы уже не можем точно сказать, когда мы работаем, а когда нет. Мы постоянно заняты проворачиванием разнообразных сделок […]. Даже наемные работники становятся индивидуальными предпринимателями, управляющими своей карьерой, как маленькой фабрикой […], постоянно готовыми приспособиться к новейшим тенденциям. Человек становится фабрикой […]. Ни семья, ни нация не могут устоять перед этой тенденцией— P. Levy
.